# Singleliv (tv-program)
Singleliv er et reality-program på Kanal 4, hvor man følger danskere og deres liv som singler, hvor de er på dates med forskellige mennesker.
| Fjernsyn | Spire Denne artikel om et tv-program er en spire som bør udbygges. Du er velkommen til at hjælpe Wikipedia ved at udvide den. |